# Trigonidium excultatum
Trigonidium excultatum är en insektsart som beskrevs av Otte, D. 1994. Trigonidium excultatum ingår i släktet Trigonidium och familjen syrsor. Inga underarter finns listade i Catalogue of Life.